# كوليوفورا اينوستريجيلا
كوليوفورا اينوستريجيلاا هو فراشة من عائلة الكوليوفوريدي، وهي نوع منتشر في ليبيا.